# Emil Hakl
Emil Hakl, vlastním jménem Jan Beneš (* 25. března 1958 Praha), je český spisovatel.

## Život
Vystudoval Konzervatoř Jaroslava Ježka, obor tvorba textu, později ještě dva ročníky dramatického oboru tamtéž. Od roku 1981 pracoval jako aranžér, knihovník, skladník, strojník čerpací stanice a zvukař. V letech 1996–2000 se živil jako textař v řadě reklamních agentur, v roce 2001 jako redaktor literárního čtrnáctideníku Tvar. V současné době se živí jako novinář v týdeníku Instinkt. Žije v Praze.
V 80. letech 20. století se věnoval psaní veršů, dramatizaci literárních předloh a jejich realizaci v amatérských divadelních formacích. Je jedním ze zakládajících členů volného literárního sdružení Moderní analfabet (založeno roku 1988). Těžištěm aktivity sdružení bylo pravidelné autorské čtení v pražských i mimopražských klubech. Na něj později navázala autorská čtení v Literárním klubu 8. Spolupracoval také s literárním Pant klubem.
Časopisecky publikoval v Iniciálách, ve Tvaru, v Literárních novinách, v Aluzi, v Salonu, v magazínu Hospodářských novin, v Týdnu a v internetovém časopise Dobrá adresa. Je zastoupen v knižním výboru Anthologie de la poésie tchéque contemporaine 1945–2000 (Gallimard, Paříž, 2002) a v dalších sbornících.
Pod vlastním jménem vystupuje v některých dílech svého kolegy Václava Kahudy, např. v novele Technologie dubnového večera.
Chodil s hudebnicí Evou Turnovou, jejich vztah pak románově zpracoval v knize Intimní schránka Sabriny Black.

## Dílo
- Rozpojená slova, Mladá fronta, 1991 – sbírka básní
- Zkušební trylky z Marsu, Cherm, 2000 – sbírka básní
- Konec světa, Argo, 2001 – povídky
- Intimní schránka Sabriny Black, Argo, 2002 – román
  - V roce 2011 zpracováno v Českém rozhlasu jako dvanáctidílná četba na pokračování. Pro rozhlas připravila Milena M. Marešová, v režii Natálie Deákové četl Martin Stránský.[2]
- O rodičích a dětech, Argo, 2002 – novela oceněná cenou Magnesia Litera
- O létajících objektech, Argo, 2004 – povídky
- Let čarodějnice, Argo, 2008 – román
- Pravidla směšného chování, Argo, 2010
- Intimní schránka Sabriny Black (Final Cut), Argo, 2010 – zcela přepracované vydání staršího románu
- Skutečná událost, Argo, 2013
- Hovězí kostky, Argo, 2014 – povídky
- Umina verze, Argo, 2016 – román, fotografie Zuzana Lazarová
- Výsek, Argo, 2018 – výběr z časopiseckých sloupků z Čilichili, rubrika Pavlač

Podle novely O rodičích a dětech natočil režisér Vladimír Michálek stejnojmenný film (2008).

## Ocenění
- 2003 – cena Magnesia Litera za novelu O rodičích a dětech
- 2010 – kniha Pravidla směšného chování se umístila na 2. místě v anketě Kniha roku Lidových novin 2010[3]
- 2010 – literární Cena Josefa Škvoreckého za knihu Pravidla směšného chování
- 2011 – kniha Pravidla směšného chování byla nominována na cenu Magnesia Litera v kategorii próza
- 2014 - kniha Skutečná událost získala cenu Magnesia litera v kategorii původní česká próza